# 井上純一 (スピードスケート選手)
井上 純一（いのうえ じゅんいち、1971年12月26日 - ）は、日本のスピードスケート選手。埼玉県秩父市出身。
中学1年からスピードスケートを本格的にはじめ、県立秩父農工高校3年時にインターハイ3位となり、日本大学文理学部体育学科に進学。大学時代国内ではインカレ4連覇を飾り、大学2年時にアルベールビルオリンピック500m銅メダリスト。アルベールビル・リレハンメル、長野と3大会連続でオリンピックに出場した。
2000年に現役を引退し、西武グループの関連会社で人事部門などを経て、2013年に埼玉西武ライオンズ事業部長。

## 出身校・所属
- 埼玉県立秩父農工高等学校
- 日本大学
- 西武グループ

## 主な競技歴
- 1992年　アルベールビルオリンピック

500m　3位。
- 1994年　リレハンメルオリンピック

500m　6位。
1000m　8位。